# Ginevra de Benci

Portret Ginevry Benci, Leonardo da Vinci (1478–1480)

Ginevra de Benci, zw. La Bencina (ur. latem 1457 zap. w Antelli, zm. ok. 1520) – córka dyrektora banku Medyceuszy w Genewie Ameriga de Benci i Maddaleny, kochanka weneckiego dyplomaty Bernarda Bemba, modelka pozująca do obrazu Leonarda da Vinci Portret Ginevry Benci.

## Życiorys
Pochodziła z bogatej rodziny Bencich, służącej dynastii Medyceuszy jako bankierzy i doradcy. Była ona drugim, po Medyceuszach, najzamożniejszym florenckim rodem. Ojciec Ginevry w roku jej narodzin był w posiadaniu majątku wycenianego na ponad 26 tysięcy florenów.
W styczniu 1474 Ginevra została wydana za mąż za handlarza suknem Luigiego di Bernardo Niccoliniego. Wkrótce piękna i bogata Ginevra wdała się w romans z czterdziestoletnim weneckim dyplomatą Bernardem Bembem, który przybył do Florencji w styczniu 1475. To właśnie Bembo zlecił Leonardowi da Vinci namalowanie portretu Ginevry. Po wyjeździe kochanka z Florencji w maju 1480 Ginevra prawdopodobnie przeniosła się na wieś, gdzie około 1520 zmarła bezdzietnie jako wdowa.
Ginevra Benci jest wymieniana jako jedna z osób, która mogła zostać uwieczniona na popiersiu Dama z bukiecikiem kwiatów, przypisywanemu Andrei del Verrocchio lub Leonardowi da Vinci.